# Discografia de M.I.A.
A discografia de M.I.A., uma rapper, cantora, empresária e compositora britânica, consiste de cinco álbuns de estúdio, duas mixtapes, trinta singles (seis deles como artista convidada) e vinte e cinco videoclipes. Nascida Mathangi "Maya" Arulpragasam, M.I.A. iniciou sua carreira como artista visual e diretora de filmes, e inclinou-se para a carreira musical após filmar um documentário com a banda Elastica em 2001. Com o auxílio do responsável da banda, Justine Frischmann, M.I.A. assinou contrato com a gravadora britânica XL Recordings.
O álbum de estreia de M.I.A., Arular, foi inicialmente planejado para ser lançado em setembro de 2004, porém teve seu lançamento adiado em seis meses por conta de problemas com autorização para o uso de samples presentes nas canções. Nesse meio-tempo, a intérprete lançou dois singles e uma mixtape. Contrapondo-se ao baixo desempenho comercial, o álbum foi altamente aclamado pela crítica especializada, que prezou a riqueza de gêneros variados, como grime, hip hop, reggae e funk carioca, assim como suas letras com cunho político. Revistas sobre música nos Estados Unidos e Europa incluíram o trabalho em listas de melhores álbuns do ano, o que lhe rendeu uma indicação ao Mercury Prize no Reino Unido.
Seu segundo álbum, Kala, foi lançado em 2007 juntamente com o single "Boyz" e novamente foi aclamado pela crítica, apresentando traços de música africana, tâmil e caribenha. O álbum alcançou melhor desempenho comercial do que o álbum de estreia, alcançando a décima-oitava posição na parada norte-americana Billboard 200 e vigésima-primeira na parada britânica de álbuns. "Paper Planes", o quarto e último single do álbum, tornou-se o maior sucesso da carreira de M.I.A., e foi indicada como Gravação do Ano na 51ª Cerimônia do Grammy. A canção também foi incluída na trilha sonora oficial do filme Slumdog Millionaire, juntamente com "O... Saya", uma canção escrita especificamente para o filme por M.I.A. e A. R. Rahman. A trilha sonora do filme foi lançada pela própria gravadora de M.I.A., a N.E.E.T., e rendeu à cantora uma indicação ao Oscar no 81st Academy Awards na categoria Melhor Canção Original.
O terceiro álbum de estúdio, Maya, foi lançado em 2010 e alcançou o Top 10 em diversos países, dando a M.I.A. suas maiores posições nas paradas do Reino Unido e Estados Unidos. Vários singles foram lançados para promover o álbum, incluindo o sucesso "XXXO", que mais tarde viria a ganhar um remix com a participação do rapper estadunidense Jay-Z. Em 2013, M.I.A. lançou seu quarto álbum de estúdio, Matangi, precedido pelo lançamento do single "Bad Girls", que entrou nas paradas de diversos países. Apesar do moderado sucesso nas paradas musicais, Matangi recebeu forte retorno positivo do público e da crítica.

## Álbuns

### Álbuns de estúdio
| Ano                                                                                          | Álbum | Melhores posições | Melhores posições | Melhores posições | Melhores posições | Melhores posições | Melhores posições | Melhores posições | Melhores posições | Melhores posições | Melhores posições | Vendas      | Certificações               |
| Ano                                                                                          | Álbum | RU                | AUS               | BÉL               | CAN               | FRA               | ALE               | IRL               | NOR               | SUÉ               | EUA               | Vendas      | Certificações               |
| -------------------------------------------------------------------------------------------- | --- | ----------------- | ----------------- | ----------------- | ----------------- | ----------------- | ----------------- | ----------------- | ----------------- | ----------------- | ----------------- | ----------- | --------------------------- |
| 2005                                                                                         | Arular - Lançamento: 22 de março de 2005 - Gravadora: XL - Formatos: CD, LP, download digital                      | 98                | —                 | 97                | —                 | —                 | 71                | —                 | 20                | 47                | 190               | - : 129,000 |                             |
| 2007                                                                                         | Kala - Lançamento: 8 de agosto de 2007 - Gravadora: XL, Interscope - Formatos: CD, LP, download digital            | 39                | 46                | 22                | 16                | 117               | 93                | 22                | 22                | 18                | 18                | - : 559,000 | - : Prata - : Ouro - : Ouro |
| 2010                                                                                         | Maya - Lançamento: 10 de julho de 2010 - Gravadora: N.E.E.T, XL, Interscope - Formatos: CD, LP, download digital   | 21                | 21                | 20                | 7                 | 79                | 48                | 47                | 8                 | 31                | 9                 | - : 99,000  |                             |
| 2013                                                                                         | Matangi - Lançamento: 1 de novembro de 2013 - Gravadora: N.E.E.T., Interscope - Formatos: CD, LP, download digital | 64                | 99                | 47                | —                 | 96                | —                 | —                 | —                 | —                 | 23                | - : 77,000  |                             |
| 2016                                                                                         | AIM - Lançamento: 9 de setembro de 2016 - Gravadoras: Interscope - Formatos: CD, download digital                  | 63                | 51                | 48                | 41                | 50                | 55                | —                 | —                 | —                 | 66                |             |                             |
| "—" denota álbuns que não posicionaram nas paradas musicais ou não foram lançados na região. | |                   |                   |                   |                   |                   |                   |                   |                   |                   |                   |             |                             |

### Mixtapes
| Ano  | Álbum                                                                      |
| ---- | -------------------------------------------------------------------------- |
| 2004 | Piracy Funds Terrorism - Lançado: Dezembro de 2004 - Formatos: CD          |
| 2010 | Vicki Leekx - Lançado: 31 de dezembro de 2010 - Formatos: download digital |

### Extended plays
| Ano  | Álbum |
| ---- | --- |
| 2005 | Live Session (iTunes Exclusive) - Lançado: 18 de outubro de 2005 - Gravadora: XL - Formatos: Download digital |
| 2008 | How Many Votes Fix Mix - Lançado: 28 de outubro de 2008 - Formatos: Vinil de 12", download digital            |

## Singles

### Como artista principal
| Título                                                                                        | Ano  | Melhores posições | Melhores posições | Melhores posições | Melhores posições | Melhores posições | Melhores posições | Melhores posições | Melhores posições | Melhores posições | Melhores posições | Melhores posições | Certificações                                      | Álbum            |
| Título                                                                                        | Ano  | RU                | AUS               | BÉL               | CAN               | DIN               | FRA               | ALE               | IRL               | SUÉ               | EUA Dance         | EUA               | Certificações                                      | Álbum            |
| --------------------------------------------------------------------------------------------- | ---- | ----------------- | ----------------- | ----------------- | ----------------- | ----------------- | ----------------- | ----------------- | ----------------- | ----------------- | ----------------- | ----------------- | -------------------------------------------------- | ---------------- |
| "Galang"                                                                                      | 2003 | 77                | —                 | —                 | 19                | —                 | —                 | —                 | —                 | —                 | 11                | —                 |                                                    | Arular           |
| "Sunshowers"                                                                                  | 2004 | 93                | —                 | —                 | 22                | —                 | —                 | —                 | —                 | —                 | —                 | —                 |                                                    | Arular           |
| "Hombre"                                                                                      | 2005 | —                 | —                 | —                 | —                 | —                 | —                 | —                 | —                 | —                 | —                 | —                 |                                                    | Arular           |
| "Bucky Done Gun"                                                                              | 2005 | 88                | —                 | —                 | —                 | —                 | —                 | —                 | —                 | —                 | —                 | —                 |                                                    | Arular           |
| "Bird Flu"                                                                                    | 2006 | —                 | —                 | —                 | —                 | —                 | —                 | —                 | —                 | —                 | —                 | —                 |                                                    | Kala             |
| "Boyz"                                                                                        | 2007 | —                 | —                 | —                 | —                 | —                 | —                 | —                 | —                 | —                 | 3                 | —                 |                                                    | Kala             |
| "Jimmy"                                                                                       | 2007 | 66                | —                 | —                 | —                 | —                 | —                 | —                 | —                 | —                 | 28                | —                 |                                                    | Kala             |
| "Paper Planes"                                                                                | 2008 | 19                | 68                | 18                | 7                 | 18                | 91                | 76                | 23                | —                 | —                 | 4                 | - : Prata - : 3× Platina - : 3× Platina † - : Ouro | Kala             |
| "Born Free"                                                                                   | 2010 | 156               | —                 | —                 | —                 | —                 | —                 | —                 | —                 | 58                | —                 | —                 |                                                    | Maya             |
| "XXXO" (versão solo ou com a participação de Jay-Z)                                           | 2010 | 26                | 74                | 7                 | —                 | —                 | —                 | —                 | —                 | —                 | 12                | —                 |                                                    | Maya             |
| "Steppin Up"                                                                                  | 2010 | —                 | —                 | —                 | —                 | —                 | —                 | —                 | —                 | —                 | 36                | —                 |                                                    | Maya             |
| "Teqkilla"                                                                                    | 2010 | —                 | —                 | —                 | 93                | —                 | —                 | —                 | —                 | —                 | 11                | —                 |                                                    | Maya             |
| "Tell Me Why"                                                                                 | 2010 | —                 | —                 | —                 | —                 | —                 | —                 | —                 | —                 | —                 | —                 | —                 |                                                    | Maya             |
| "It Takes a Muscle"                                                                           | 2010 | —                 | —                 | —                 | —                 | —                 | —                 | —                 | —                 | —                 | —                 | —                 |                                                    | Maya             |
| "Internet Connection"                                                                         | 2011 | —                 | —                 | —                 | —                 | —                 | —                 | —                 | —                 | —                 | —                 | —                 |                                                    | Maya             |
| "Bad Girls"                                                                                   | 2012 | 43                | 81                | 38                | 92                | —                 | 61                | —                 | 80                | —                 | 10                | 105               |                                                    | Matangi          |
| "Bring the Noize"                                                                             | 2013 | —                 | —                 | —                 | —                 | —                 | —                 | —                 | —                 | —                 | —                 | —                 |                                                    | Matangi          |
| "Come Walk with Me"                                                                           | 2013 | —                 | —                 | —                 | —                 | —                 | —                 | —                 | —                 | —                 | 39                | —                 |                                                    | Matangi          |
| "Y.A.L.A."                                                                                    | 2013 | —                 | —                 | —                 | —                 | —                 | —                 | —                 | —                 | —                 | 19                | —                 |                                                    | Matangi          |
| "Double Bubble Trouble"                                                                       | 2014 | —                 | —                 | —                 | —                 | —                 | 179               | —                 | —                 | —                 | 37                | —                 |                                                    | Matangi          |
| "Sexodus" (com participação de War Syntaire)                                                  | 2015 | —                 | —                 | —                 | —                 | —                 | —                 | —                 | —                 | —                 | —                 | —                 |                                                    | Single sem álbum |
| "Swords"                                                                                      | 2015 | —                 | —                 | —                 | —                 | —                 | 188               | —                 | —                 | —                 | 38                | —                 |                                                    | AIM              |
| "Borders"                                                                                     | 2015 | —                 | —                 | —                 | —                 | —                 | 73                | —                 | —                 | —                 | 25                | —                 |                                                    | AIM              |
| "Go Off"                                                                                      | 2016 | —                 | —                 | —                 | 98                | —                 | 82                | —                 | —                 | —                 | 25                | —                 |                                                    | AIM              |
| "Bird Song"                                                                                   | 2016 | —                 | —                 | —                 | —                 | —                 | —                 | —                 | —                 | —                 | —                 | —                 |                                                    | AIM              |
| "Freedun" (com participação de Zayn)                                                          | 2016 | —                 | —                 | —                 | —                 | —                 | —                 | —                 | —                 | —                 | —                 | —                 |                                                    | AIM              |
| "—" denota singles que não posicionaram nas paradas musicais ou não foram lançados na região. |      |                   |                   |                   |                   |                   |                   |                   |                   |                   |                   |                   |                                                    |                  |

### Como artista convidada
| Título | Ano  | Melhores posições | Melhores posições | Melhores posições | Melhores posições | Melhores posições | Melhores posições | Melhores posições | Melhores posições | Melhores posições | Melhores posições | Certificações | Álbum          |
| Título | Ano  | RU                | AUS               | BÉL               | CAN               | DIN               | FRA               | ALE               | IRL               | SUÉ               | EUA               | Certificações | Álbum          |
| --- | ---- | ----------------- | ----------------- | ----------------- | ----------------- | ----------------- | ----------------- | ----------------- | ----------------- | ----------------- | ----------------- | ------------- | -------------- |
| "Sound of Kuduro" (Buraka Som Sistema com a participação de DJ Znobia, M.I.A., Saborosa e Puto Prata)     | 2009 | —                 | —                 | —                 | —                 | —                 | —                 | —                 | —                 | —                 | —                 |               | Black Diamond  |
| "Bang" (Rye Rye com a participação de M.I.A.)                                                             | 2009 | —                 | —                 | —                 | —                 | —                 | —                 | —                 | —                 | —                 | —                 |               | Go! Pop! Bang! |
| "Sunshine" (Rye Rye com a participação de M.I.A.)                                                         | 2010 | —                 | —                 | —                 | —                 | —                 | —                 | —                 | —                 | —                 | —                 |               | Go! Pop! Bang! |
| "C.T.F.O." (SebastiAn com a participação de M.I.A.)                                                       | 2011 | —                 | —                 | —                 | —                 | —                 | —                 | —                 | —                 | —                 | —                 |               | Total          |
| "Give Me All Your Luvin'" (Madonna com a participação de Nicki Minaj e M.I.A.)                            | 2012 | 37                | 25                | 5                 | 1                 | 16                | 3                 | 8                 | 11                | 60                | 10                | - RIAA: Ouro  | MDNA           |
| "Temple" (Baauer com a participação de M.I.A. e G-Dragon)                                                 | 2016 | —                 | —                 | —                 | —                 | —                 | —                 | —                 | —                 | —                 | —                 |               | Aa             |
| "—" denota um lançamento que não ocorreu no território ou não conseguiu entrar na tabela musical do país. |      |                   |                   |                   |                   |                   |                   |                   |                   |                   |                   |               |                |

## Outras canções que entraram nas tabelas
| Título                         | Ano  | Melhores posições | Melhores posições | Álbum               |
| Título                         | Ano  | CAN               | EUA               | Álbum               |
| ------------------------------ | ---- | ----------------- | ----------------- | ------------------- |
| "O... Saya" (com A. R. Rahman) | 2009 | 93                | 68                | Slumdog Millionaire |

## Aparições em outros álbuns
| Título                                                                                          | Ano  | Álbum                                        |
| ----------------------------------------------------------------------------------------------- | ---- | -------------------------------------------- |
| "Topknot" (Cavemen Remix) (Cornershop com a participação de Bubbley Kaur e M.I.A.)              | 2004 | "Topknot" (single)                           |
| "Goodies" (Richard X Remix) (Ciara com a participação de M.I.A.)                                | 2005 | "Goodies" (single)                           |
| "Bad Man" (Missy Elliott com a participação de Vybz Kartel e M.I.A.)                            | 2005 | The Cookbook                                 |
| "Nookie" (M.I.A. & Jabba Remix) (Jamesy P com a participação de M.I.A. e Jabba)                 | 2005 | "Nookie" (single)                            |
| "I Got Grapes" (World Wide Treemix) (Nump com a participação de M.I.A., apl.de.ap and DJ Qbert) | 2007 | "I Got Grapes" (World Wide Treemix) (single) |
| "Get It Up" (Radioclit Mix) (Santogold com a participação de M.I.A. e Gorilla Zoe)              | 2007 | Top Ranking: A Diplo Dub                     |
| "Whachadoin?" (N.A.S.A. com a participação de Spank Rock, M.I.A., Santigold e Nick Zinner)      | 2009 | The Spirit of Apollo                         |
| "Bang" (Rye Rye com a participação de M.I.A.)                                                   | 2009 | Fast & Furious                               |
| "Rain Dance" (The Very Best com a participação de M.I.A.)                                       | 2009 | Warm Heart of Africa                         |
| "Baby Riddim" (Switch Remix) (Major Lazer com a participação de Prince Zimboo e M.I.A.)         | 2009 | Мишка Presents Keep Watch Vol. X             |
| "Legalize My Medicine" (Nump com a participação de M.I.A.)                                      | 2009 | Student ov da Game                           |
| "Sound of Siren" (Major Lazer com a participação de M.I.A. e Busy Signal)                       | 2010 | Lazers Never Die                             |
| "B-Day Song" (Madonna com a participação de M.I.A.)                                             | 2012 | MDNA                                         |
| "Better Than You" (Rye Rye com a participação de M.I.A.)                                        | 2012 | Go! Pop! Bang!                               |
| "Rock Off Shake Off" (Rye Rye com a participação de M.I.A.)                                     | 2012 | Go! Pop! Bang!                               |
| "Reloaded (Let It Go Pt. 2)" (ASAP Ferg com a participação de M.I.A. e Crystal Caines)          | 2014 | Ferg Forever                                 |
| "Gold" (com The Partysquad)                                                                     | 2014 | The Partysquad Summer Mixtape                |
| "Fine Whine" (ASAP Rocky com a participação de Future, Joe Fox e M.I.A.)                        | 2015 | At. Long. Last. ASAP                         |
| "The New International Sound Pt. II" (com GENER8ION)                                            | 2015 | The New International Sound Pt. II           |

## Videoclipes

### Como artista principal
| Título                  | Ano  | Diretor(es)                        |
| ----------------------- | ---- | ---------------------------------- |
| "Galang"                | 2004 | Ruben Fleischer                    |
| "Sunshowers"            | 2004 | Rajesh Touchriver                  |
| "Bucky Done Gun"        | 2005 | Anthony Mandler                    |
| "Bird Flu"              | 2007 | M.I.A. and Kalyan Kumar            |
| "Boyz"                  | 2007 | M.I.A. e Jason "Jay Will" Williams |
| "Jimmy"                 | 2007 | Nezar Khamal                       |
| "Paper Planes"          | 2008 | Bernard Gourley                    |
| "Space"                 | 2010 | Desconhecido                       |
| "Born Free"             | 2010 | Romain Gavras                      |
| "XXXO"                  | 2010 | M.I.A.                             |
| "Story to Be Told"      | 2010 | Desconhecido                       |
| "Bad Girls"             | 2012 | Romain Gavras                      |
| "Bring the Noize"       | 2013 | Ben Newman                         |
| "Come Walk with Me"     | 2013 | Desconhecido                       |
| "Y.A.L.A."              | 2013 | Daniel Sannwald                    |
| "Double Bubble Trouble" | 2014 | M.I.A.                             |
| "Swords"                | 2015 | M.I.A.                             |
| "Warriors"              | 2015 | M.I.A.                             |
| "Borders"               | 2015 | M.I.A.                             |
| "Go Off"                | 2016 | M.I.A.                             |

### Como artista convidada
| Título                                                                                                | Ano  | Diretor(es)                        |
| --- | ---- | ---------------------------------- |
| "Sound of Kuduro" (Buraka Som Sistema com a participação de DJ Znobia, M.I.A., Saborosa e Puto Prata) | 2008 | João Pedro Moreira e Carlos Afonso |
| "Bang" (Rye Rye com a participação de M.I.A.)                                                         | 2009 | M.I.A.                             |
| "Sunshine" (Rye Rye com a participação de M.I.A.)                                                     | 2010 | Jess Holzworth                     |
| "Give Me All Your Luvin'" (Madonna com a participação de Nicki Minaj e M.I.A.)                        | 2012 | MegaForce                          |
| "The New International Sound Pt. II" (GENER8ION + M.I.A.)                                             | 2015 | Inigo Westmeier                    |

## Compositora
| Ano  | Título           | Artista            | Função                          | Álbum       | Notas |
| ---- | ---------------- | ------------------ | ------------------------------- | ----------- | --- |
| 2008 | "Swagga Like Us" | T.I.               | - Compositora e vocais de apoio | Paper Trail | Escrita com Clifford Harris, Jay-Z, Kanye West, Lil Wayne, Topper Headon, Mick Jones, Diplo, Paul Simonon e Joe Strummer. |
| 2010 | "Elastic Love"   | Christina Aguilera | - Compositora e vocais de apoio | Bionic      | Escrita com Christina Aguilera, John Hill e Dave Taylor.                                                                  |